# Hegelstraße 40 (Magdeburg)

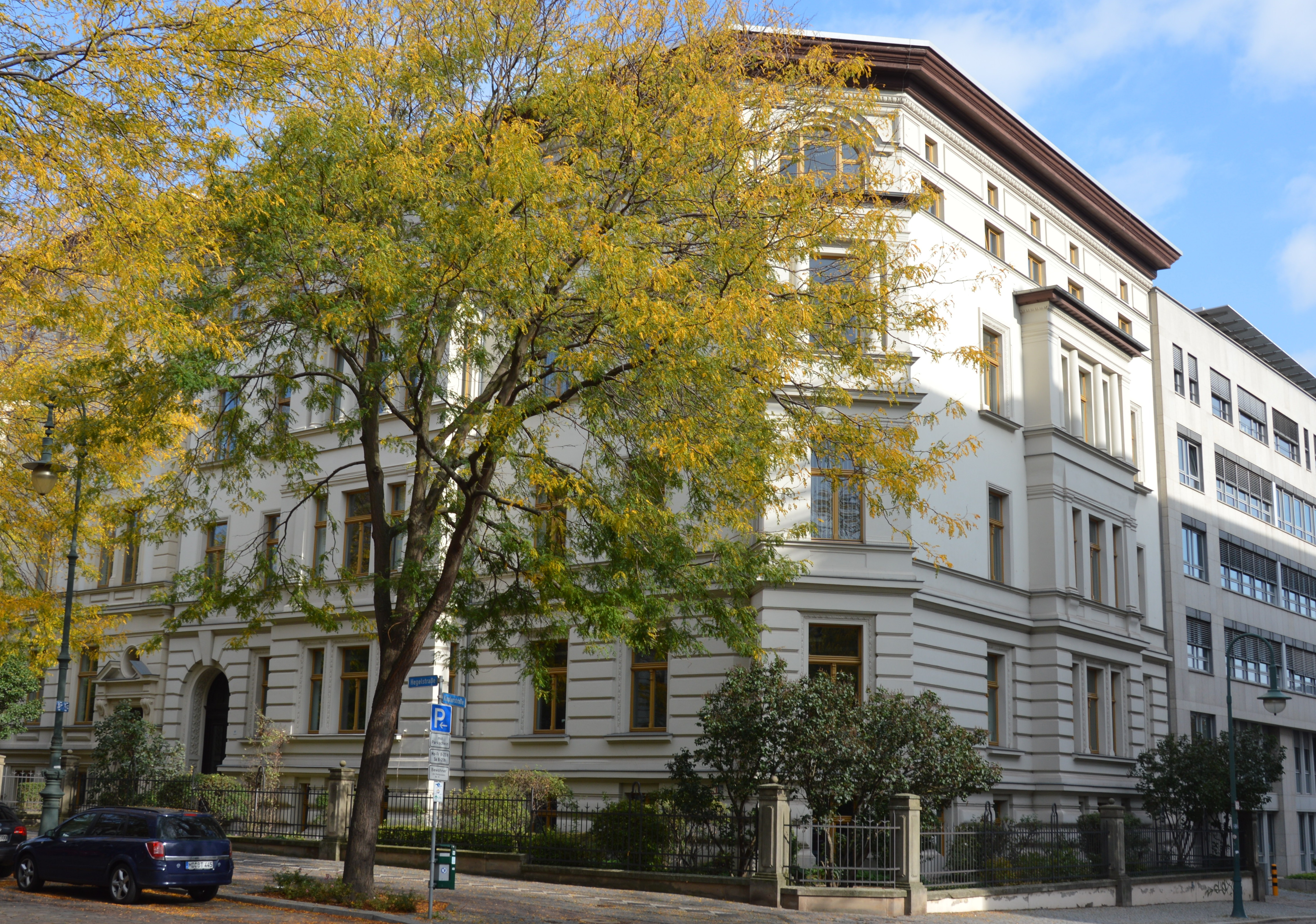
Hegelstraße 40

Das Haus Hegelstraße 40 ist ein denkmalgeschütztes Wohnhaus in Magdeburg in Sachsen-Anhalt. In ihm sind Teile der Staatskanzlei Sachsen-Anhalts untergebracht.

## Lage
Es befindet sich auf der Ostseite der Hegelstraße in einer Ecklage an der Einmündung der Keplerstraße in der Magdeburger Altstadt. Nördlich grenzt das Haus Hegelstraße 41 an.

## Architektur und Geschichte
Das dreieinhalbgeschossige verputzte Gebäude wurde durch den Maurer- und Zimmermeister Gose, der zugleich auch Bauherr war, im Jahr 1889 fertiggestellt. Im Verhältnis zur sehr repräsentativ gestalteten Bebauung der Umgebung ist es eher schlicht gestaltet. Ursprünglich besaß es jedoch eine reicher geschmückte Fassade im Stil der Neorenaissance, die jedoch nur in Resten erhalten ist. So findet sich am Erdgeschoss eine Rustizierung. Sowohl zur Hegelstraße im Westen als auch zur Keplerstraße im Süden und direkt an der Ecke sind der Fassade dreigeschossige Kastenerker vorgestellt. Am Eckerker finden sich eingestellte Säulen und darüber ein Bogenfenster.
Dem Haus vorgelagert ist ein Vorgarten.
Das Gebäude ist als Teil des weitgehend erhaltenen gründerzeitlichen Straßenzuges städtebaulich bedeutend.
Im örtlichen Denkmalverzeichnis ist das Wohnhaus unter der Erfassungsnummer 094 16683 als Baudenkmal verzeichnet.